# Collet-Sicard-Syndrom
Das Collet-Sicard-Syndrom ist eine Neuralgie des Nervus glossopharyngeus.
Synonyme sind: Sicard-Syndrom; Weisenburg-Sicard-Robineau-Syndrom; Sicard-Robineau-Syndrom; Neuralgie des N. Glossopharyngeus; Tic douloureux; englisch Collet's-Syndrome
Die Namensbezeichnungen beziehen sich auf Berichte aus dem Jahre 1915 durch den französischen Pathologen und Radiologen Frédéric Justin Collet (1870–1966) und aus dem Jahre 1917 durch den französischen Neurologen und Radiologen Jean-Athanase Sicard.

## Ursache
Vermutlich liegen bei  der idiopathischen primären Form Störungen des vasomotorischen Nervenanteiles vor.
Bei der sekundären Form liegt die Ursache in Druck durch Tumoren, eine Carotisdissektion, Narbenzug oder einer Neuritis.

## Klinische Erscheinungen
Klinische Kriterien sind:
- anfallsweise auftretende heftige Schmerzen an einer Seite des Gaumenbogens nach Schlucken, lautem Sprechen oder Gähnen, sog. „Triggerreiz“
- Ausstrahlen in Zunge, Kieferwinkel, Halsregion bis zum Ohr
- Taubheitsgefühl, vermehrter Speichelfluss
- Geschmacksstörungen mit Überempfindlichkeit gegenüber Bitterstoffen im Zungengrund

## Geschichte
Die Erstbeschreibung des Krankheitsbildes erfolgte bereits im Jahre 1910 durch den US-amerikanischen Arzt Theodore Herman Weisenburg.
Die Natur der Sequenz wurde im Jahre 1920 durch W. Harris geklärt.